# Carex cephaloidea
Carex cephaloidea là một loài thực vật có hoa trong họ Cói. Loài này được (Dewey) Dewey ex Boott mô tả khoa học đầu tiên năm 1862.